# Hasten Down the Wind
Hasten Down the Wind è un album in studio della cantautrice statunitense Linda Ronstadt, pubblicato nel 1976 e vincitore l'anno dopo di un Grammy per la miglior interpretazione vocale pop.

## Tracce
Lato A
1. Lose Again – 3:34 (Karla Bonoff)
2. The Tattler – 3:56 (Ry Cooder, Russ Titelman, Washington Phillips)
3. If He's Ever Near – 3:15 (Karla Bonoff)
4. That'll Be the Day – 2:32 (Jerry Allison, Buddy Holly, Norman Petty)
5. Lo siento mi vida – 3:54 (Linda Ronstadt, Kenny Edwards, Gilbert Ronstadt)
6. Hasten Down the Wind – 2:40 (Warren Zevon)

Lato B
1. Rivers of Babylon – 0:52 (Brent Dowe, Trevor McNaughton)
2. Give One Heart – 4:07 (John Hall, Johanna Hall)
3. Try Me Again – 3:59 (Linda Ronstadt, Andrew Gold)
4. Crazy – 3:58 (Willie Nelson)
5. Down So Low – 4:08 (Tracy Nelson)
6. Someone to Lay Down Beside Me – 4:28 (Karla Bonoff)